# Ксилем
Ксилем е единият от двата вида проводяща тъкан на васкуларните растения (другата е флоем). Основната функция на ксилема е да придвижва вода от корените към стеблото и листата, но заедно с нея транспортира и хранителни вещества.
Най-отличителните ксилемни клетки са дългите трахеидни елементи, които транспортират вода. Освен това, ксилемите съдържат паренхимни клетки и влакна.
Терминът произлиза от гръцкото ξύλον, означаващо „дърво“, и е въведен от швейцареца Карл Негели през 1858 г.

## Функция
Ксилемът, съдовете и трахеидите в корените, стеблата и листата са взаимосвързани под формата на непрекъсната система от водопроводими канали, достигащи до всички части на растението. Ксилемната мъзга е съставена главно от вода и неорганични йони, макар да може да съдържа и органични химикали. Транспортът е пасивен, тъй като трахеидните елементи са мъртви. Транспортирането на мъзгата във височина става все по-трудно с увеличаване на височината на растението. Именно това ограничава максималната височина на дърветата.